# Trois pièces (Honegger)
Pour les articles homonymes, voir Trois pièces.
Trois pièces (H. 23) d'Arthur Honegger est une œuvre pour piano composée de 1915 à 1919. Elle contient trois morceaux distincts : Prélude, Hommage à Ravel et Danse, édités par Salabert.

## Genèse
Dès 1913, Honegger, suisse né au Havre quitte la Normandie pour Paris où il suit l'enseignement de Vincent d'Indy au Conservatoire. La Première Guerre mondiale éclate, ce qui n'empêche pas le jeune compositeur d'écrire. Cette période de guerre voit la composition de la Toccata et Variations dès 1916 tandis que la deuxième des Trois Pièces, Hommage à Ravel, date de 1915,. Bien qu'Honegger confesse un certain éloignement vis-à-vis de la palette sonore de Maurice Ravel, il compose ce que le musicien Marcel Delannoy appelle un « essai », un hommage délicat où l'on sent poindre des réminiscences de la sonatine de Ravel. Les deux autres pièces datent de mai 1919 et succèdent aux pièces majeures que sont Rhapsodie pour deux flûtes, clarinette et piano (1916-1917) et surtout le Premier Quatuor à cordes (1917) ainsi qu'aux deux premières œuvres pour orchestre Prélude pour Aglavaine et Sélysette (1917) et Le Chant de Nigamon (1917-1918). Toutes ces œuvres précèdent toutefois les succès retentissants qui datent du début des années 1920, notamment Pacific 231 et Le Roi David composés tous deux en 1923.
Si le titre Hommage à Ravel est explicite, les deux autres pièces ne relèvent que du style propre d'Honegger. La troisième pièce, Danse est dédiée au pianiste Ricardo Viñes.

## Structure et analyse
Comme son nom l'indique, Trois Pièces se découpe en trois morceaux distincts
1. Prélude ;
2. Hommage à Ravel ;
3. Danse.

### Prélude
Le Prélude s'accompagne de l'indication Lourd et grave et porte la signature rythmique 9/8. L'accompagnement à la basse en quintes, typiques du style d'Honegger, crée de riches résonances harmoniques, gagne en mouvement jusqu'à ce que les mains balaient le clavier d'un bout à l'autre sur des accords marqués et des doubles notes dans les aigus. La fin du Prélude nécessite une écriture sur trois portées. Ce prélude préfigure le machinisme musical que l'on retrouvera dans Pacific 231. Sa durée d'exécution est d'environ 2 minutes et 30 secondes.

### Hommage à Ravel
Première des trois pièces sur le plan chronologique, Hommage à Ravel porte dans son titre les germes de son inspiration. L'influence de la Sonatine de Ravel est proche et l'on y retrouve un goût pour l'élégance et la simplicité. Sur la tonalité de mi mineur, ce mouvement porte une signature rythmique 2/4. Sa durée d'exécution est d'environ 2 minutes et 30 secondes.

### Danse
Dédiée au pianiste Ricardo Viñes, la Danse « rapide » comporte la signature rythmique 6/8 et débute par des accords saccadés tirant rapidement vers l'unisson. S'ensuit l'introduction d'un thème au milieu de l'enchevêtrement des croches sur une basse d'Alberti. Les accords saccadés reviennent et la pièce s'achève sur un triple forte. Sa durée d'exécution est d'environ 2 minutes.

## Enregistrements
- Alain Raës, Arthur Honegger - L'œuvre pour piano, label FY ;
- Jean-François Antonioli, Arthur Honegger - L'œuvre pour piano, label Timpani.

### Sources et références
- Pierre Meylan, Honegger, L'Âge d'Homme, 1982, 205 p.

- Marcel Delannoy, Honegger, Pierre Horay, 1953, 250 p.

1. 1 2 3  p. 24-25

- Jacques Tchamkerten, Arthur Honegger, Papillon, 2005, 261 p.

### Autres références
1. 1 2 3 4 5  Guy Sacre dans le livret du CD Arthur Honegger - L'œuvre pour piano par Jean-François Antonioli, label Timpani, p. 5
2. 1 2 3  Harry Halbreich, Arthur Honegger in Guide de la musique de piano et de clavecin, op. cit., p. 417-418